# جيمي جونسون (مخرج)
جيمي جونسون (بالإنجليزية: Jamie Johnson)‏ هو نجم اجتماعي ومخرج أمريكي، ولد في 1979.

## وصلات خارجية
- جيمي جونسون على موقع IMDb (الإنجليزية)
- جيمي جونسون على موقع ألو سيني (الفرنسية)
- جيمي جونسون على موقع أول موفي (الإنجليزية)
- جيمي جونسون على موقع قاعدة بيانات الفيلم (الإنجليزية)
- جيمي جونسون على موقع كينوبويسك (الروسية)